# Winchester Automobile

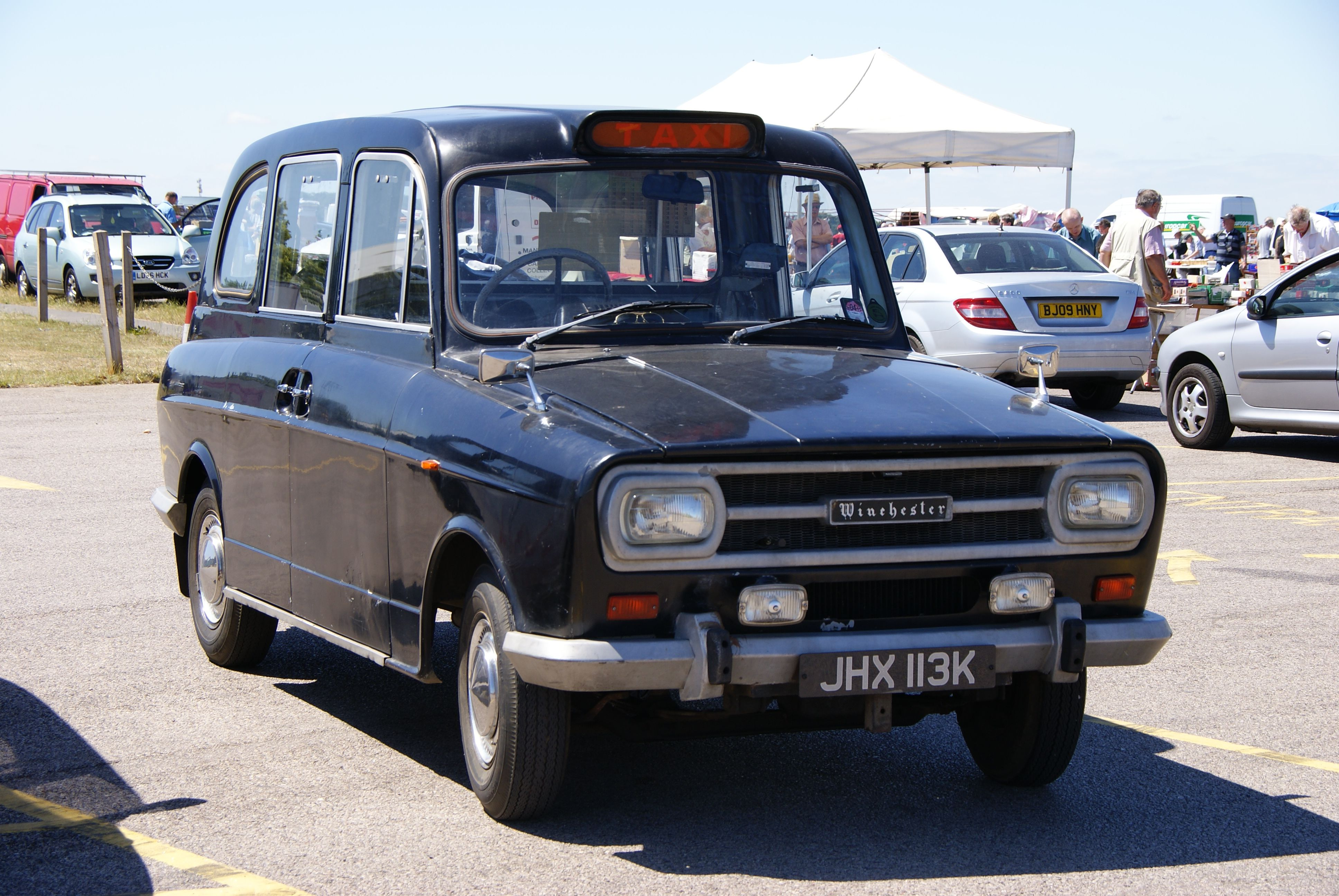
Winchester Mk IV

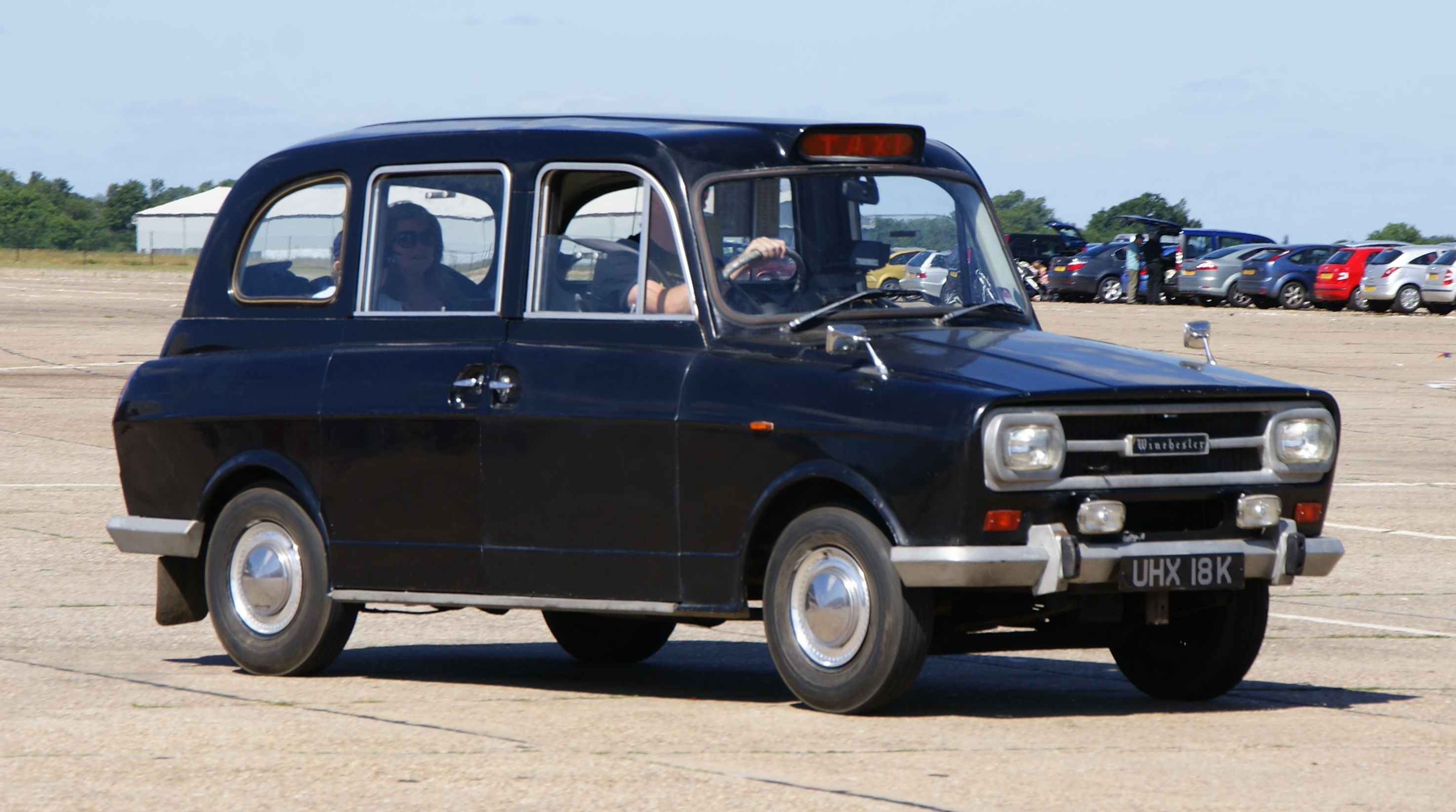

Winchester Automobile (West End) Ltd. war ein britischer Hersteller von Automobilen.

## Unternehmensgeschichte
Das Unternehmen aus London begann 1963 mit der Produktion von Automobilen. Der Markenname lautete Winchester. 1972 endete die Produktion. Insgesamt entstanden etwa 200 Exemplare.

## Fahrzeuge
Im Angebot standen nur Taxis. Rubery Owen entwarf das Fahrgestell. Darauf wurde eine Karosserie aus Fiberglas montiert, die James Whitson & Co. Ltd aus West Drayton herstellte. Anfangs trieb ein Dieselmotor von Perkins Engines mit 43 PS Leistung das Fahrzeug an. Ab 1964 kam in der zweiten Version Mk II ein Ottomotor vom Ford Cortina mit 1500 cm³ Hubraum zum Einsatz. Wincanton Transport and Engineering fertigte ab 1965 die Karosserien. Die folgende Version Mk III brachte wenig Änderungen mit sich. 1968 erschien der Mk IV mit einer neuen Karosserie. Keewest Developments Ltd. aus Hampshire stellte nun die Fahrgestelle her.